# NGC 2267
NGC 2267 este o galaxie lenticulară situată în constelația Câinele Mare. A fost descoperită în 16 februarie 1836 de către John Herschel.